# Штакеншнейдер Олена Андріївна
Штакеншнейдер Олена Андріївна (1836-1897) — господиня популярного в Петербурзі літературного салону. Автор мемуарів, щоденників і листів — цінних джерел про літературне і суспільно-політичне життя Російської імперії другої половини XIX століття. Старша дочка архітектора А. І. Штакеншнейдера.

## Біографія
Народилася 2 (14) квітня в Санкт-Петербурзі, в родині придворного архітектора А. І. Штакеншнейдера. З народження страждала викривленням кісток таза і стегна, не могла нормально ходити, що не завадило проявитися її живій і діяльній натурі. Листи до Г. Г. Достоєвської вона підписувала: «Вся ваша і з милицями».
Продовжуючи традицію матері, (Мар'ї Фьодоровни) вела на дому знаменитий на весь Петербург літературний салон. На відміну від матері, яка проводила зустрічі по суботах, днем її салону (журфікс) були вівторки.
Авторка спогадів про Ф. Достоєвського, В. Бенедиктова, Ф. Глінку, П. Лаврова, О. Толстого, М. Щербину. Зокрема у її щоденниках є згадки про Т. Шевченка.